# Rhamphococcyx calyorhynchus
El malcoha de Célebes o  malcoha celebiana (Rhamphococcyx calyorhynchus) es una especie de ave cuculiforme de la familia Cuculidae endémica de Indonesia. 

## Distribución y hábitat
Se encuentra únicamente en las selvas de Célebes y algunas pequeñas islas aledañas.